# Analýza narativů
Analýza narativů, jinými slovy analýza vyprávění, se řadí mezi jednu z nejdůležitějších metod v sociálních výzkumech. Slouží zejména pro lepší pochopení a srozumitelnost dění a jevů v sociálních vědách. Díky analýze narativů dochází k odhalování sociálního světa, jak jeho vznik, tak i instituce a procesy, které v něm probíhají. Narativní analýza je hojně využívána v kvalitativní metodologii a výzkumech. Podstatou narativní analýzy je vyprávění, což je jednoduchý způsob komunikace s informátory, a z toho důvodu je analýza používána i v okrajových oblastech společnosti a dovoluje nám proniknout do těchto oblastí. To je hlavním důvodem, proč se narativní analýza stala plnohodnotnou metodou v sociologických výzkumech.

## Narativy
Pojem narativ označuje jak mluvené, tak psané vyprávění. Dále ale může také představovat obrazovou, pohybovou a hudební činnost, či jejich kombinace. Základem vyprávění jsou dva sociální subjekty, a to vypravěč a posluchač. Kořeny počátku narativů sahají až do antického Řecka, konkrétně k řeckému filosofovi Aristotelovi. Ve svém díle Poetika jako první nastoluje myšlenku vyprávění. Tuto činnost charakterizují po sobě jdoucí události. Vyprávění by mělo mít předem danou stálou strukturu – úvod, stať a závěr.

## Základní přístupy
Narativní analýza se skládá ze tří přístupů. Jedná se o strukturalistický, hermeneutický a interakcionistický přístup.

### Strukturalistický přístup
Strukturalistický přístup se zpravidla snaží odhalit stálou strukturu událostí a postav. Jedná se o narativní zakotvené postupy, které se mění v závislosti na charakteru vyprávění. Toto usnadňuje zejména čtenářům odhadovat, jak se příběh bude vyvíjet, jeho průběh a rozuzlení. Strukturalistický přístup pracuje s těmito segmenty:
- Abstrakt – v této části vypravěč uvádí čtenáře do děje. V abstraktu se používají uvozovací věty stejného typu, jako se například v pohádkách používá: „Bylo, nebylo“, „Za sedmero horami, za sedmero řekami“, „Byl jednou jeden“. Co se týče autobiografií, v abstraktu se setkáváme s hlavní charakteristikou života dotazovaného či postavy.[6]
- Orientace – vytváří pozadí pro celý příběh. Je zde nastíněno prostředí, ve kterém se příběh či děj odehrává. Zpravidla se orientace nachází v úvodní části vyprávění, podle situace ale může přecházet do následujících částí vyprávění. To však záleží na autorově podání příběhu a konkrétní situaci.[7]
- Komplikace – je klíčovou fází narativu ve strukturalistickém přístupu. Může obsahovat jednu či více zápletek. Komplikace je stěžejním prvkem celého vyprávění, díky kterému je čtenáři objasněna hlavní podstata příběhu. Ačkoliv je základem vyprávění, neznamená to, že je tato část nejobsáhlejší.[7]
- Evaluace – je analyticky nejpodstatnější částí textu, kde vypravěč objasňuje posluchači důvod vyprávění. Pokud tento bod není v narativu obsažen, čtenáři nemusí být jasný smysl celého textu. Evaluace se zpravidla nachází mezi komplikací a vyřešením, může se ale objevit i kdekoliv jinde, zejména na začátku vyprávění.[8]
- Vyřešení – v této části dochází k vyřešení zápletky.[9]
- Kóda – je ukončení příběhu. V některých příbězích může přinést posluchači nebo čtenáři ponaučení. Narativ končí obecnou větou, která vrací čtenáře nebo posluchače zpátky do reality.[10]

### Hermeneutický přístup
Základem hermenuetického přístupu je odkrytí významu, který byl dán do vyprávění vypravěčem. Na rozdíl od výše uvedeného strukturalistického přístupu hermeneutický přístup staví na tzv. předporozumění, tedy na prvotní znalosti textu, se kterou čtenář k textu přistupuje.

### Interakcionistický přístup
Interakcionistický přístup vysvětluje kontext situace, do které se aktéři zapojují. Vyprávění není pevně dáno scénářem, ale v průběhu svůj obsah vytváří a upravuje. Součástí analýzy je interakce mezi dotazovaným a dotazovatelem, důraz je také kladen na komunikaci před vyprávěním.